# Sol Hachuel
Sol Hachuel (hebrejsky סוליקה "סול" חגואל‎, Sulika „Sul“ Chagu'el, 1817, Tanger - 1834, Fes) byla židovská hrdinka, která byla veřejně popravena, když jí bylo 17 let. Popravena byla za údajné odpadnutí od islámu, aniž by kdy k islámu konvertovala. Některými Židy je považována za cadik (svatou).
Její oběť se stala inspirací malířů a spisovatelů. Jeden z nejpodrobnějších detailů, založený na rozhovorech s očitými svědky popsal Eugenio Maria Romero. Jeho kniha El Martirio de la Jóven Hachuel, ó, La Heroina Hebrea (Mučednictví mladé Hachuel, nebo, hebrejské hrdinky) byla poprvé vydána v roce 1837 a znovu v roce 1838. Příběhu Hachuel byl také předmětem písně Françoise Atlana na CD Romances Sefardies.
V 1860 francouzský umělec Alfred Dehodencq, inspirovaný životem a smrtí Hachuel, namaloval "Popravu marocké Židovky".

## Život
Hachuel se narodila v roce 1817 v Maroku Chaimovi a Simche Hachuelovým. Měla staršího bratra. Její otec byl obchodník a talmudista. Ve svém domě řídil studijní skupinu, která pomohla Sol zformovat si vlastní pohled na judaismus. Matka Sol byla hospodyně.

## Nařčení z konverze k islámu
Podle záznamů Josepha Benjamina, židovského badatele, který navštívil Maroko v polovině 19. století: "slunce Afriky nikdy nesvítilo na dokonalejší krásu", než byla Hachuel. Benjamin napsal, že její muslimští sousedé říkali, že "je hřích, aby taková perla byla v držení Židů a bylo by zločinem jim zanechat takový šperk."
Podle Eugenia Marii Romera Tahra de Mesoodi, oddaná muslimka, sousedka a přítelkyně Hachuel, falešně prohlásila, že přivedla Hachuel k islámu; získání konvertity je považováno v málikovském mazhabu za obzvláště zbožný čin.

## Zatčení a poprava

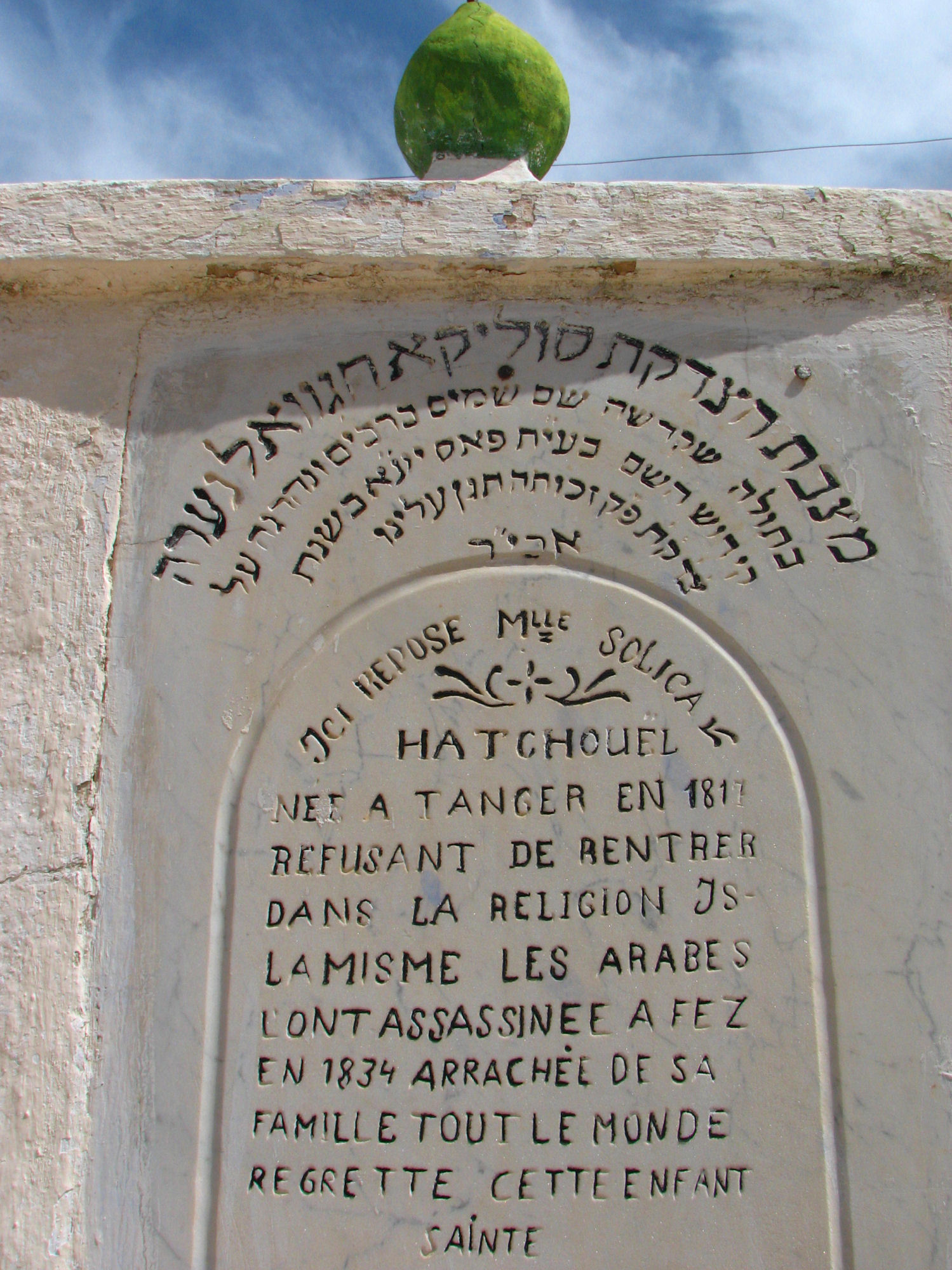
náhrobek Sol Hachuel

Na základě jednoho a s největší pravděpodobností falešného tvrzení o její konverzi na islám byla Hachuel předvedena před soud a vyzvána k pokleku před guvernéra. Pokud by přiznala konverzi, byla ji slíbena ochrana od rodičů, hedvábí, zlato a manželství s pohledným mladým mužem. Pokud se by neobrátila na víru, pohrozil ji Paša takto:
Obtěžkám tě řetězi...nechám tě roztrhat na kusy divou zvěří, už nespatříš denní světlo, zemřeš hladem a zažíješ přísnost mé pomsty a rozhořčení, když vyvoláš hněv proroka.

Dívka odpověděla:
Trpělivě ponesu tíhu tvých řetězů, nechám své končetiny roztrhat divou zvěří, navždy se vzdám denního světla, zemřu hlady. A když všechno životní zlo na mě bude tvými rozkazy nahromaděno, vysměji se tvému rozhořčení a hněvu tvého proroka, neboť ani ty, ani on jste nedokázali přemoci slabou ženu. Je jasné, že Nebe není nakloněno získání nových konvertitů pro vaší víru.

Paša nechal dívku uvěznit v cele bez oken a spoutanou řetězy. Její rodiče se za pomoci španělského konzula pokusili vymoci dívčino propuštění, ale úřady naopak otci nařídily zaplatit vysoké výdaje za její věznění, převoz a zamýšlenou popravu. Ačkoli na ní bylo znovu naléháno, aby přestoupila na islám, odmítla. Nakonec byla Sol Hachuel veřejně popravena stětím na náměstí ve městě Fes.